# Parrhasius
Parrhasius is een geslacht van vlinders van de familie Lycaenidae, uit de onderfamilie Theclinae.

## Soorten
- P. acis (Drury, 1773)
- P. appula (Hewitson, 1874)
- P. m-album (Boisduval & Le Conte, 1833)
- P. orgia (Hewitson, 1867)
- P. polibetes (Stoll, 1782)
- P. selika (Hewitson, 1874)